# Prava LGBT osoba u Hrvatskoj
Prava LGBT osoba u Hrvatskoj odnose se na zakonska prava koja uživaju osobe koje se izjašnjavaju kao pripadnici LGBT zajednice u Hrvatskoj.
Seksualna aktivnost između osoba istog spola u Hrvatskoj legalna je od 1977. godine. Istospolne veze prvi put su zakonski uređene 2003. godine stupanjem na snagu Zakona o neregistriranom suživotu. Slijedom referenduma o ustavnoj definiciji braka 2013. Ustav Republike Hrvatske definira brak kao zajednicu muškarca i žene tj. zakonski zabranjuje istospolne brakove. Unatoč tome, Zakon o životnom partnerstvu iz 2014. godine daje istospolnim parovima gotovo jednaka prava koja imaju heteroseksualni parovi. 2020. godine priznato je pravo istospolnog para na udomljavanje djece uz objašnjenje da bi suprotna odluka bila diskriminatorna i protivna Zakonu o životnom partnerstvu osoba istoga spola i Ustavu Republike Hrvatske. U Hrvatskoj su Zakonom o suzbijanju diskriminacije zabranjeni svi oblici diskriminacije temeljene na seksualnoj orijentaciji i rodnom identitetu.
Godine 2022. pravomoćnom sudskom presudom omogućeno je zajedničko posvajanje istospolnim parovima.
Prema organizaciji ILGA, Hrvatska se prema pravima LGBT osoba u 2015. nalazila na petom mjestu među ukupno 49 država, što je napredak u odnosu na 12. mjesto u 2014. godini. Godine 2016. Hrvatska je na istoj ljestvici pala za 4 mjesta te se nalazila na 9. mjestu.
Hrvatska je jedna od 11 članica tzv. LGBT Core Grupe Ujedinjenih Naroda za suzbijanje nasilja i diskriminacije (eng. LGBT Core Group at U.N. on Ending Violence and Discrimination).

## Povijest

### Do 20. stoljeća
Ne postoje podatci o odnosu prema homoseksualnosti u Hrvatskom Kraljevstvu. Kaznenim zakonom Kraljevine Hrvatske pod vlašću Habsburgovaca, donesenim 27. svibnja 1852., nije se kažnjavala homoseksualnost. Prema predlošku kaznenog zakona za Kraljevinu Hrvatsku i Slavoniju iz 1879. homoseksualnost je trebala biti kažnjiva zatvorskom kaznom u trajanju do 5 godina, ali taj zakon nikad nije stupio na snagu.

### Drugi svjetski rat
Unatoč tome što su tijekom Drugoga svjetskog rata, u sklopu holokausta, homoseksualci tipično bili proganjani na teritoriju Sila osovine, u Nezavisnoj Državi Hrvatskoj nisu postojali zakoni koji bi kriminalizirali homoseksualnost te nema dokaza o organiziranom progonu homoseksualaca. Unutar Jugoslavenskog partizanskog pokreta, kapetan Josip Mardešić osuđen je na smrt nakon što je uhvaćen u aferi s nekoliko podređenih muškaraca, što je jedino poznato smaknuće homoseksualca u sklopu Partizana, a povjesničar Franko Dota vjeruje da je Mardešić dobio toliko ozbiljnu kaznu samo radi ponašanja koje nije u skladu s njegovim visokim položajem.

### Doba komunizma
Tijekom SFR Jugoslavije homoseksualne aktivnosti muškaraca bile su ilegalne i kažnjive zatvorom do dvije godine prema kaznenom zakonu iz 1951. godine. Homoseksualce su komunisti proglasili "neprijateljima sustava" te nisu mogli biti članovi Saveza komunista Jugoslavije.
Promjene su se dogodile nakon što je Hrvatskoj i ostalim jugoslavenskim republikama omogućena veća kontrola nad vlastitim zakonodavstvom. Ustavne reforme iz 1974. rezultirale su poništenjem federalnog kaznenog zakona, čime je svaka jugoslavenska republika mogla usvojiti vlastiti zakon. Godine 1977. SR Hrvatska donijela je vlastiti kazneni zakon kojim je homoseksualnost dekriminalizirana. Hrvatska zdravstvena komora uklonila je homoseksualnost s popisa mentalnih poremećaja 1973. godine, odnosno četiri godine prije donošenja novog kaznenog zakona i 17 godina prije Svjetske zdravstvene organizacije.
Godine 1985. Toni Marošević postao je prva javna osoba koja je obznanila svoju homoseksualnost. Marošević je kratko vodio i radijsku emisiju koja se bavila socio-političkim pitanjima. Prva lezbijska udruga u Hrvatskoj, Inicijativa Lila, osnovana je 1989., a prestala je s radom godinu dana kasnije.

### Neovisna Hrvatska
Stjecanjem hrvatske neovisnosti, službeno je 1992. godine osnovana prva LGBT udruga, pod nazivom LIGMA. Udruga je postojala do 1997. godine. Najvažniji događaj 1990.-ih godina bilo je izjednačavanje dobi mogućnosti davanja pristanka na seksualne odnose za heteroseksualne i homoseksualne osobe.
Nakon 2000. pojavile su se nove LGBT udruge (od kojih su među prvima bile LORI, osnovana 2000. i ISKORAK, osnovana 2002.), zakonski je uređen tzv. neregistriran suživot te je kriminalizirana diskriminacija na temelju spolne orijentacije i rodnog identiteta. Ujedno je održan prvi Zagreb Pride.
U 2013. udruga "U ime obitelji" zatražila je da se u Ustav uvede odredba prema kojoj je brak zajednica muškarca i žene. Taj zahtjev poduprla je i Katolička Crkva u Hrvatskoj. Zagrebački kardinal Josip Bozanić objavio je pismo u kojem je izrazio stavove katoličke Crkve o tome da je brak zajednica muškarca i žene. Na ustavnom referendumu na koji je izašlo 38% birača, njih 66% odlučilo je podržati inicijativu udruge "U ime obitelji" te je u Ustav uvedena odredba prema kojoj je brak zajednica muškarca i žene. Tadašnji predsjednik Vlade Zoran Milanović iskazao je svoje nezadovoljstvo rezultatom referenduma i činjenicom da je organizacija referenduma koštala 50 milijuna kuna.
Godine 2014., Vlada Republike Hrvatske donijela je Zakon o životnom partnerstvu, kojim su prava istospolnih parova gotovo izjednačena onima heteroseksualnih parova. Istospolni parovi nemaju mogućnost zajedničkog posvajanja djece i pristup proceduri in-vitro oplodnje (IVF).
Godine 2022. pravomoćnom sudskom presudom omogućeno je zajedničko posvajanje istospolnim parovima.

## Zaštita od diskriminacije
Zakon o suzbijanju diskriminacije iz 2008. godine, uz ostalo, zabranjuje i diskriminaciju na temelju seksualne orijentacije, rodnog identiteta i rodnog izraza.
Zabrana diskriminacije na temelju roda, seksualne orijentacije, rodnog identiteta i/ili rodnog izraza uključena je i u druge zakone:
- Kazneni zakon (uključuje zakone o zločinima iz mržnje, te rasne i druge diskriminacije; npr. članak 125.),[23]
- Zakon o ravnopravnosti spolova (npr. članak 6.),[24]
- Zakon o kaznenom postupku (npr. članak 6.),[25]
- Zakon o znanstvenoj djelatnosti i visokom obrazovanju (npr. članak 77.),[26]
- Zakon o medijima (npr. članak 3.),[27]
- Zakon o elektroničkim medijima (npr. članak 15.),[28]
- Zakon o životnom partnerstvu osoba istog spola (npr. članak 69.),[29]
- Zakon o radu (npr. članak 142.),[30]
- Zakon o sportu (npr. članak 1.),[31]
- Zakon o međunarodnoj i privremenoj zaštiti (npr. članak 15.),[32]
- Zakon o volonterstvu (npr. članak 9.)[33]

## Svakodnevni život
Grad Zagreb ima najrazvijeniju LGBT scenu s gay klubovima, barovima i ostalim gay-friendly sadržajima. U tom gradu nalazi se i prvi LGBT centar u Hrvatskoj te u njemu djeluje organizacija Queer Zagreb koja promiče jednakost LGBT osoba kroz manifestacije kao festival Queer Zagreb i mjesečni filmski festival Queer MoMenti na kojima se prikazuju filmovi LGBT tematike. Drugi LGBT centar u Hrvatskoj otvoren je u Splitu 24. svibnja 2014., a treći u Rijeci 16. listopada 2014. godine. Rijeka, Osijek, Hvar, Rab, Rovinj, Dubrovnik i drugi gradovi također imaju sadržaje namijenjene LGBT osobama.

### Povorke ponosa

#### Zagreb Pride
Prva povorka ponosa u Hrvatskoj održana je uz incidente u Zagrebu 29. lipnja 2002. godine. Podrška javnosti, kao i broj sudionika na toj povorci, raste iz godine u godinu. Povorka je 2006. godine imala regionalni karakter te su joj prisustvovale osobe iz zemalja u kojima su takve manifestacije zabranjene. Dosad najveća povorka ponosa održana je 2016. godine, a prisustvovale su joj i mnoge javne osobe.

#### Split Pride
Prva povorka ponosa u Splitu održana je 11. lipnja 2011. godine uz sigurnosne incidente zbog kojih se njezinim sudionicima morala pružiti zaštita. Nekoliko stotina protivnika povorke uhićeno je, a događaj je naposljetku prekinut. Hrvatski mediji iskazivali su podršku sudionicima i pozivali na sudjelovanje na nadolazećem Zagreb Prideu. U 2012. godini održan je drugi Split Pride na kojem je sudjelovalo i pet ministara u tadašnjoj hrvatskoj vladi. U 2013. godini povorka je održana bez incidenta te je u njoj po prvi put sudjelovao i jedan gradonačelnik.

#### Osijek Pride
Dana 6. rujna 2014. godine održana je, bez incidenata, prva povorka ponosa u Osijeku. Organizirala ju je osječka LGBT udruga LiberOs. Na povorci su sudjelovali i tadašnji ministar gospodarstva Ivan Vrdoljak te LGBT aktivisti iz Srbije i Grčke.

#### Ostale povorke
Dana 9. lipnja 2012. godine održana je, bez incidenata i uz sudjelovanje nekoliko stotina osoba, povorka u Rijeci tijekom koje je pružena podrška Split Prideu.
Oko 1500 sudionika sudjelovalo je 27. svibnja 2015. u povorci podrške istospolnom braku od Zrinjevca do Trga svetog Marka u Zagrebu.
Dan uoči održavanje referenduma o braku 2013. godine oko tisuću ljudi sudjelovalo je u povorci podrške istospolnom braku u Zagrebu. Povorke podrške održane su i u Puli, Splitu i Rijeci.

## Sažetak prava
| Istospolna seksualna aktivnost legalna                         | (od 1977.)                               |
| Izjednačena dob pristanka (15)                                 | (od 1998.)                               |
| Zakoni o suzbijanju diskriminacije u radnom odnosu             | (od 2003.)                               |
| Zakoni o suzbijanju diskriminacije u pružanju dobara i usluga  | (od 2003.)                               |
| Zakoni o suzbijanju diskriminacije u svim ostalim područjima   | (od 2003.)                               |
| Istospolni brak                                                | (zabranjeno Ustavom od 2013.)            |
| Priznavanje istospolnih veza                                   | (od 2003.; Životno partnerstvo od 2014.) |
| Pravo na udomljavanje                                          | (od 2020.)                               |
| Posvajanje pastorka                                            | (od 2014.)                               |
| Zajedničko posvajanje                                          | (od 2022.)                               |
| Posvajanje od strane LGBT pojedinaca                           | U redu                                   |
| Dopušteno otvoreno služenje LGBT osobama u oružanim snagama    | U redu                                   |
| Dopušteno mijenjanje pravnog spola                             | U redu                                   |
| Homoseksualnost deklasificirana kao bolest                     | (od 1973.)                               |
| IVF dostupan lezbijskim parovima                               | NE                                       |
| Zabrana konverzijske terapije                                  | NE                                       |
| Komercijalno surogatno majčinstvo dostupno muškim gay parovima | (zabranjeno za sve parove)               |
| MSM osobama dopušteno darivanje krvi                           | NE                                       |

## Vanjske poveznice
- Zakon o suzbijanju diskriminacije (NN 85/2008) na stranicama Narodnih novina
- Zakon o izmjenama i dopunama Zakona o suzbijanju diskriminacije (NN 112/2012) na stranicama Narodnih novina
- Godišnji izvještaj  Arhivirana inačica izvorne stranice od 31. siječnja 2020. (Wayback Machine) organizacije ILGA-Europe o položaju LGBT osoba u Hrvatskoj (engl.)